# Boris Pash
Boris Theodore Pash (20 juin 1900-11 mai 1995) est un officier américain de renseignement militaire membre de l'United States Army. Il a dirigé l'opération Alsos lors de la Seconde Guerre mondiale et était colonel lors de sa retraite.

## Jeunesse et carrière civile
Boris Theodore Pashkovsky naît à San Francisco, Californie, le 20 juin 1900. Il est le fils du révérend Theodore Pashkovsky (en), un prêtre orthodoxe russe envoyé en Californie par son Église en 1894. Rappelé en Russie en 1906, la famille Pashkovsky y déménage en 1912.
À la suite de la révolution d'Octobre, Boris Pashkovsky sert dans la marine blanche en mer Noire de 1918 à 1920. Sa maîtrise de l'anglais lui permet d'être traducteur lors des rencontres avec les Britanniques. Il est décoré de la croix de Saint-Georges.
Le 1er juillet 1920, il épouse Lydia Vladimirovna Ivanova, puis décide de retourner vivre aux États-Unis lorsque les Bolcheviks se consolident au pouvoir. Son fils Edgar Constantine Boris Pashkovsky naît le 14 juin 1921 à Berlin.
De retour aux États-Unis en 1923, il fréquente le Springfield College de Springfield (Massachusetts). Il y obtient un Bachelor of Physical Education (en). À la même époque, il change son nom de famille de Pashkovsky à Pash.
Pash enseigne à la Hollywood High School (en), Los Angeles, de 1924 à 1940. Au cours de cette période, il poursuit ses études et obtient une maîtrise universitaire en sciences de l'université de Californie du Sud en 1939. Il s'engage également dans l'United States Army Reserve, où il est assigné à l'Infantry Intelligence Branch. Au cours de son entraînement, il réussit le test de qualification du Federal Bureau of Investigation.

## Seconde Guerre mondiale

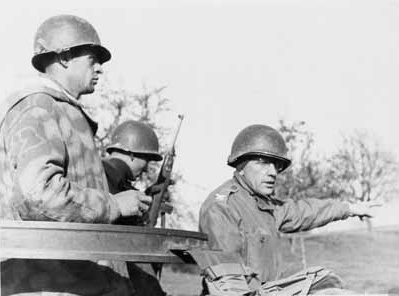
Boris Pash (droite) en avril 1945, lors de l'opération Alsos, à Hechingen.

Pash est appelé à participer à l'effort de guerre en 1940. Il est d'abord chef du contre-espionnage au quartier général du IX Corps Area (en) à Presidio de San Francisco. On lui demande aussi d'enquêter sur un possible espionnage des soviétiques au Laboratoire national Lawrence-Berkeley de l'université de Californie à Berkeley. Interrogeant le personnel, y compris Robert Oppenheimer, il dit de ce dernier qu'il « pourrait toujours être en relation avec le parti communiste,. » Cependant, Pash ne croit pas qu'Oppenheimer soit un espion. Il pense que son honneur et le désir de garder sa réputation l'empêchent de poser de telles actions. Pash reviendra sur cette enquête lors de l'audition de sécurité de J. Robert Oppenheimer en 1954.
À la fin de 1943, il est le dirigeant militaire de l'opération Alsos, une opération américaine visant à déterminer le degré d'avancement des recherches atomiques de l'Axe puis à éviter que cette technologie ne tombe aux mains de puissances étrangères. Il participe au démantèlement de la pile atomique expérimentale de Haigerloch.

## Après la guerre
Après la guerre, Pash occupe divers postes dans le renseignement américain. Il sert ainsi sous les ordres du général Douglas MacArthur au Japon en 1946 et 1947. Il participe à contrer la tentative soviétique de s'établir dans ce pays à l'aide de l'Église orthodoxe en organisant l'arrivée rapide de l'évêque orthodoxe américain Benjamin (Basalyga) (pl) en janvier 1947. En conséquence, Pash a un accrochage public avec le général soviétique Kuzma Derevyanko (en).
De 1948 à 1951, il est représentant militaire à la Central Intelligence Agency. Il est chargé du programme controversé PB-7, créé pour gérer des affaires délicates impliquant des kidnappings et des assassinats. Cependant, aucune preuve ne relie Pash à ce genre d'action et celui-ci nie avoir fait ce genre de chose lors de la commission Church en 1975.
De 1952 à 1953, il est officier à la planification des Special Forces basées en Autriche. De retour aux États-Unis, il travaille au renseignement à la 6e armée de 1953 à 1956, puis au cabinet d'un assistant du secrétaire à la Défense à Washington (D.C.) de 1956 jusqu'à sa retraite de l'armée en 1957.
Après avoir quitté l'armée, Pash devient chef de la division de l'Europe de l'Est et de l'URSS de la Quartermaster Technological Intelligence Agency. En 1961, il est transféré au United States Army Foreign Science and Technology Center (en). Il prend sa retraite en juin 1963.
En 1980, Pash publie The Alsos Mission, un livre relatant son expérience en temps de guerre en Europe.
Il est nommé au Military Intelligence Hall of Fame (en) en 1988.
Pash meurt le 11 mai 1995 à Greenbrae. Il est enterré dans le Serbian Cemetery de Colma (Californie). Ses archives sont conservées à la Hoover Institution de l'université Stanford.

## Prix et distinctions
Boris Pash a reçu la Army Distinguished Service Medal, la Legion of Merit, l'Ordre de l'Empire britannique et l'Ordre impérial et militaire de Saint-Georges.

### Citations originales
1. ↑  (en) « may still be connected with the Communist Party. »